# Attentato al bus di Eilat
L'attentato al bus di Eilat o imboscata all'autobus di Eilat fu un attacco a un autobus Egged in viaggio da Tel Aviv a Eilat il 16 agosto 1956. L'autobus civile israeliano cadde in un'imboscata di una squadra di fedayyin palestinesi. Quattro passeggeri vennero uccisi e tre feriti.

## L'attacco
Giovedì, 16 agosto 1956, una squadra di fedayyin palestinesi si infiltrò in Israele dalla Giordania. I militanti raggiunsero Be'er Menucha nella regione di Wadi Araba e prepararono l'imboscata da un fosso sul lato della strada.
Verso mezzogiorno, l'autobus settimanale Egged n. 391 da Tel Aviv a Eilat, scortato da un veicolo militare dell'IDF, venne attaccato da colpi di arma da fuoco mentre passava davanti a Be'er Menucha. Tre soldati israeliani e una civile donna vennero uccisi. Inoltre, tre passeggeri civili rimasero feriti.